# エキモ

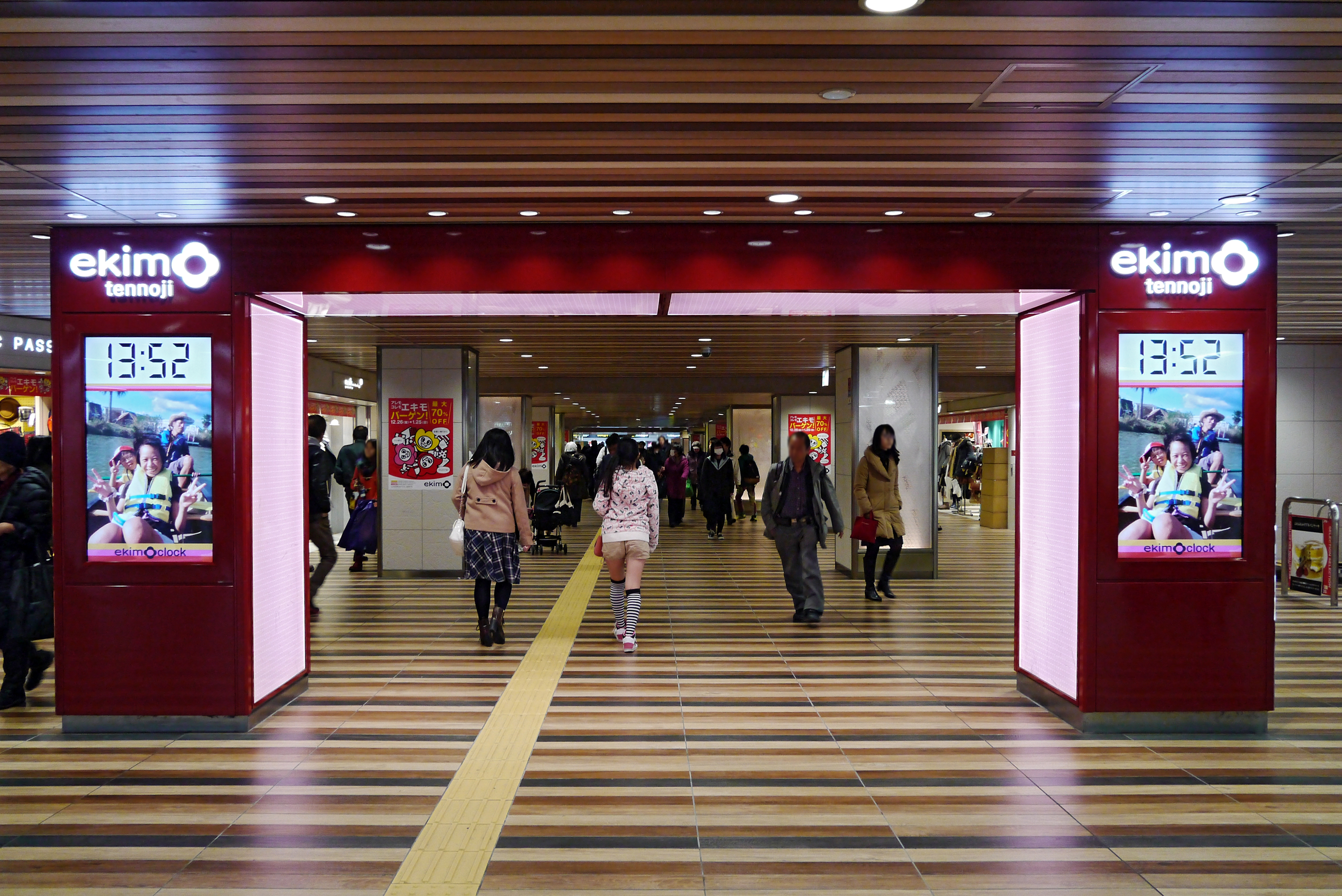
エキモ天王寺

エキモ（ekimo）は、大阪市高速電気軌道（Osaka Metro、旧大阪市交通局）が運営する「エキナカ」商業施設である。2018年現在、店舗は大阪市高速電気軌道天王寺駅内、難波駅内および梅田駅内であり、大阪市高速電気軌道駅内で展開されている。

## 概要
大阪市交通局による『御堂筋線梅田・なんば・天王寺駅「駅ナカ」』事業の一環であり、大阪市営地下鉄では初の駅ナカ施設である。2013年4月に天王寺区・阿倍野区の天王寺駅にある「ekimo天王寺」が開業したのを皮切りに、難波駅（2013年10月）、梅田駅（2014年4月）にも開業した。
「ekimo」という名称は、「駅も街の魅力をサポートする」「駅も街の機能や利便性をサポートする」「駅も街の情報発信をサポートする」の「駅も」から由来している。キャッチフレーズは「駅ナカから、咲かそう。」であるが、各店舗の個性に合わせたテーマも設定されている。

## 店舗

### ekimo天王寺
- ローソン
- 八天堂
- オーエスドラッグ
- 青山フラワーマーケット
- 大起水産
- LUNA EARTH
- Shop 無
- ekimo SELECTION
- ハックルベリー
- ロペピクニックパサージュ
- ローソン

### ekimoなんば
- ローソン
- JINS
- ゴンチャ
- サンドラッグ
- りそな銀行ATMコーナー
- 三井住友銀行ATMコーナー
- フットデザイン
- カラーフィールド
- SWEETS BOX
- リトル大阪／ぐりこ・や
- tutuanna
- LENS LIST
- Shop無
- CONNY
- La Chou Chou

### ekimo梅田
- ユニクロ
- 八天堂
- ミスタードーナツ
- MUJI com
- オーエスドラッグ
- メガネスーパーコンタクト
- 三井住友銀行ATMコーナー
- HEART BOX by TELEC Plusone
- ノムラクリーニング
- LUNA EARTH
- karendo
- Intimissimi